# 蒙斯通 (加利福尼亞州)
蒙斯通（英語：Moonstone）是位於美國加利福尼亞州洪堡縣的一個非建制地區。該地的面積和人口皆未知。

## 地理
蒙斯通的座標為41°01′48″N 124°06′34″W / 41.03000°N 124.10944°W，而該地的平均海拔高度為37米（即121英尺）。